# Nemoura erratica
Nemoura erratica är en bäcksländeart som beskrevs av Peter Walter Claassen 1936. Nemoura erratica ingår i släktet Nemoura och familjen kryssbäcksländor. Inga underarter finns listade i Catalogue of Life.